# 오에쇼
오에쇼(박트리아어: Οηϸο)는 2세기에서 6세기, 특히 2세기 쿠샨 시대의 동전에서 발견되는 신이다. 그는 쿠샨 왕조의 수호신 중 하나였던 것으로 보인다. 오에쇼는 시바의 습합으로 간주되는 초기 쿠샨의 신이다.
140~180년에 통치한 쿠샨 황제 오이쉬키(Οοηϸκι, 종종 로마자로 후비슈카로 표기됨) 시대에는 오에쇼와 여성 신 아르도크쇼가 쿠샨 주화에 등장하는 유일한 신이었다.

## 연결성
이웃 문화에서 숭배하는 여러 동시대의 신들과의 연관성이 제안되었다.
- .쿠샨 시대에 오에쇼는 종종 시바 신이 구현한 힌두교의 이슈바라 개념과 연결되곤 했는데,[3] 오에쇼는 이슈바라와 어원이 같거나 이슈바라가 쿠샨인들이 사용하는 박트리아어 단어로 변형될 것일 수 있다.[4][5]
- 조로아스터교의 신 바유와 유사한 점이 소급 확인되었다.[6][7]
- 그리스-박트리아 문화의 영향을 받은 것으로 보이는 일부 후기 작품에서는 포세이돈 도상의 일부인 삼지창과 유사한 시바의 전통 도구인 트리슐라를 들고 있는 오에쇼를 묘사하고 있다.[8]

## 배우자
오에쇼의 배우자는 옴모(ΟΜΜΟ, 우마)였는데, 쿠샨의 통치자 후비슈카의 동전 형태에서 볼 수 있듯이 뒷면에는 꽃을 들고 있는 신성한 부부 옴모(ΟΜΜΟ, 우마)와 네 팔로 부속물을 들고 있는 오에쇼(ΟΗϷΟ, 시바)의 모습이 그려져 있다.

## 오에쇼의 묘사

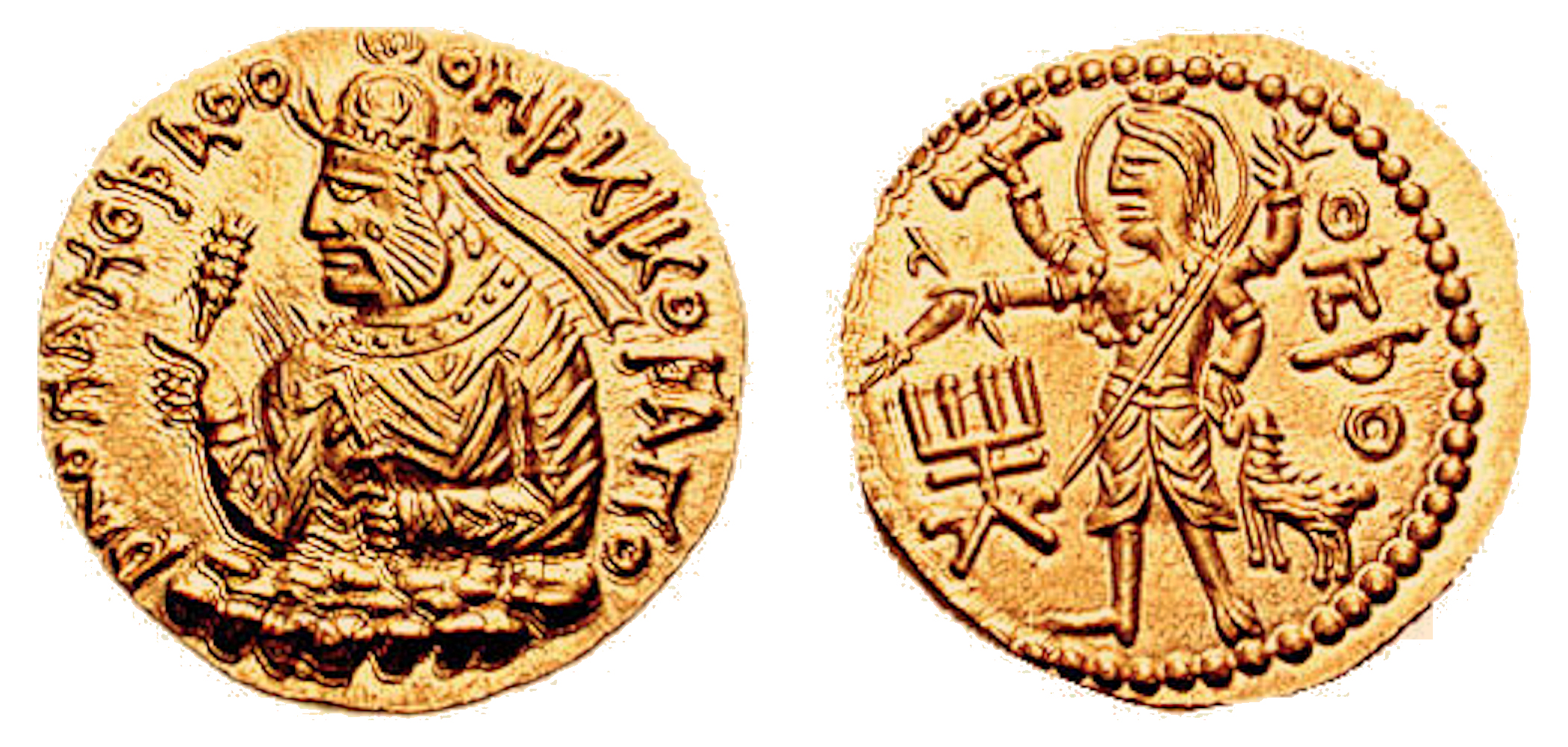
오에쇼(ΟΗϷΟ, 시바)가 새겨진 후비슈카의 주화
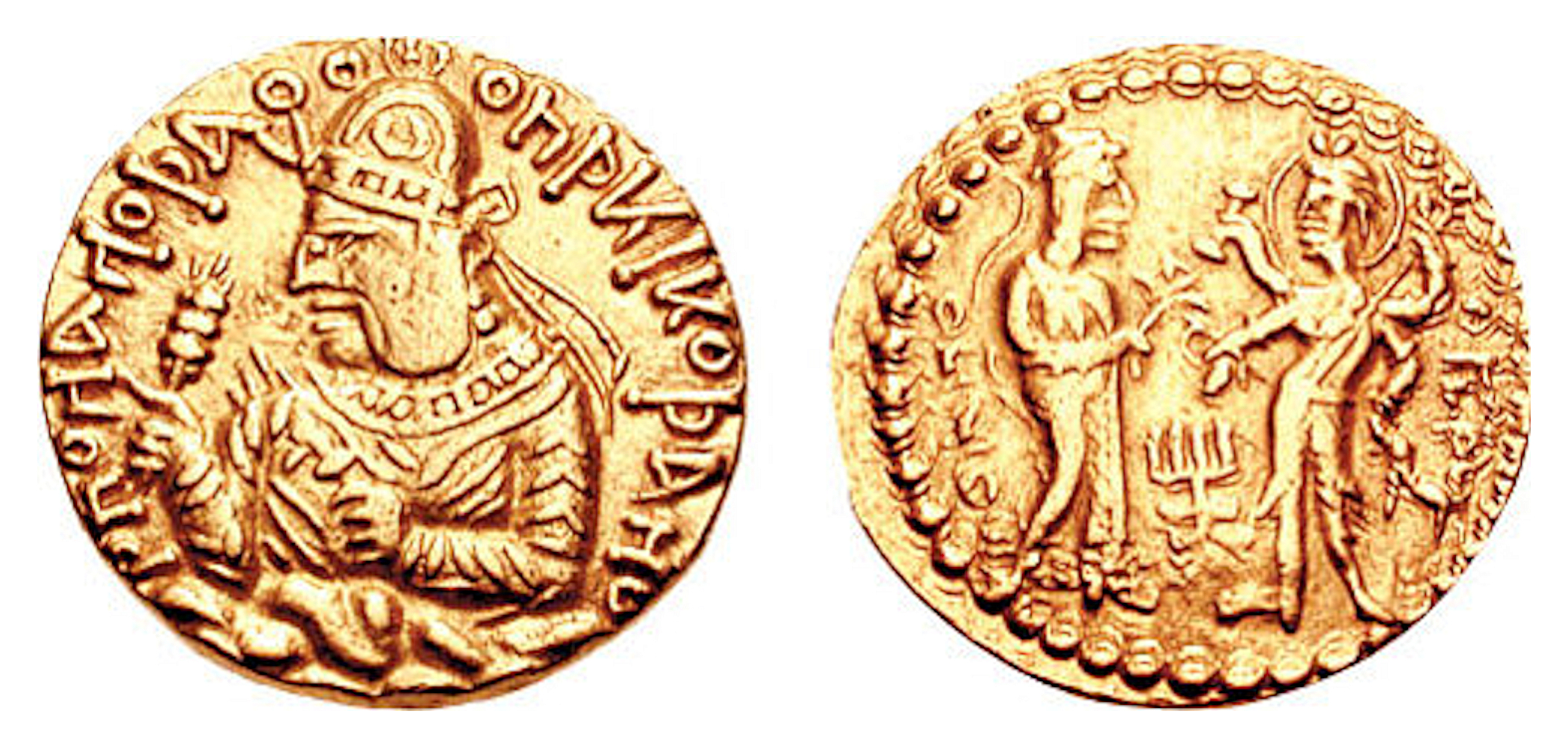
기원전 150-180년경 쿠샨의 통치자 후비슈카의 주화, 뒷면에는 꽃을 들고 있는 신성한 부부 옴모("ΟΜΜΟ", 우마)와 네 팔로 부속물을 들고 있는 오에쇼("ΟΗϷΟ", 시바)가 새겨져 있다
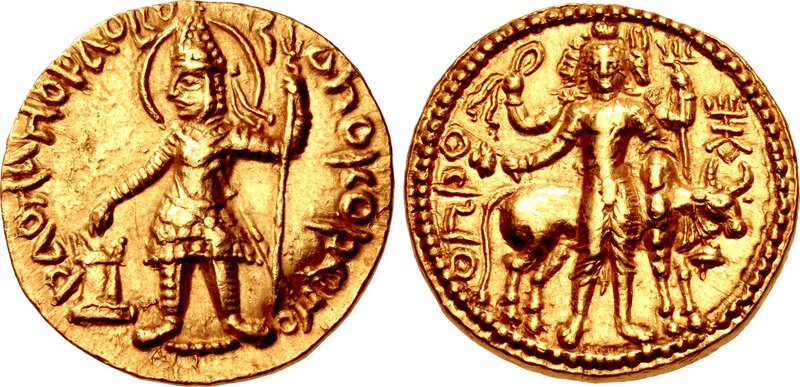
바수데바 1세 주화에는 두 번째 사람의 얼굴과 뿔 달린 동물의 머리가 있는 오에쇼가 그려져 있다
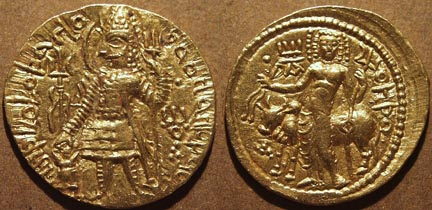
쿠샨 황제 카니슈카 2세의 주화로, 뒷면에는 오에쇼의 모습과 그리스 문자를 변형한 "오에쇼"라는 단어가 새겨져 있다
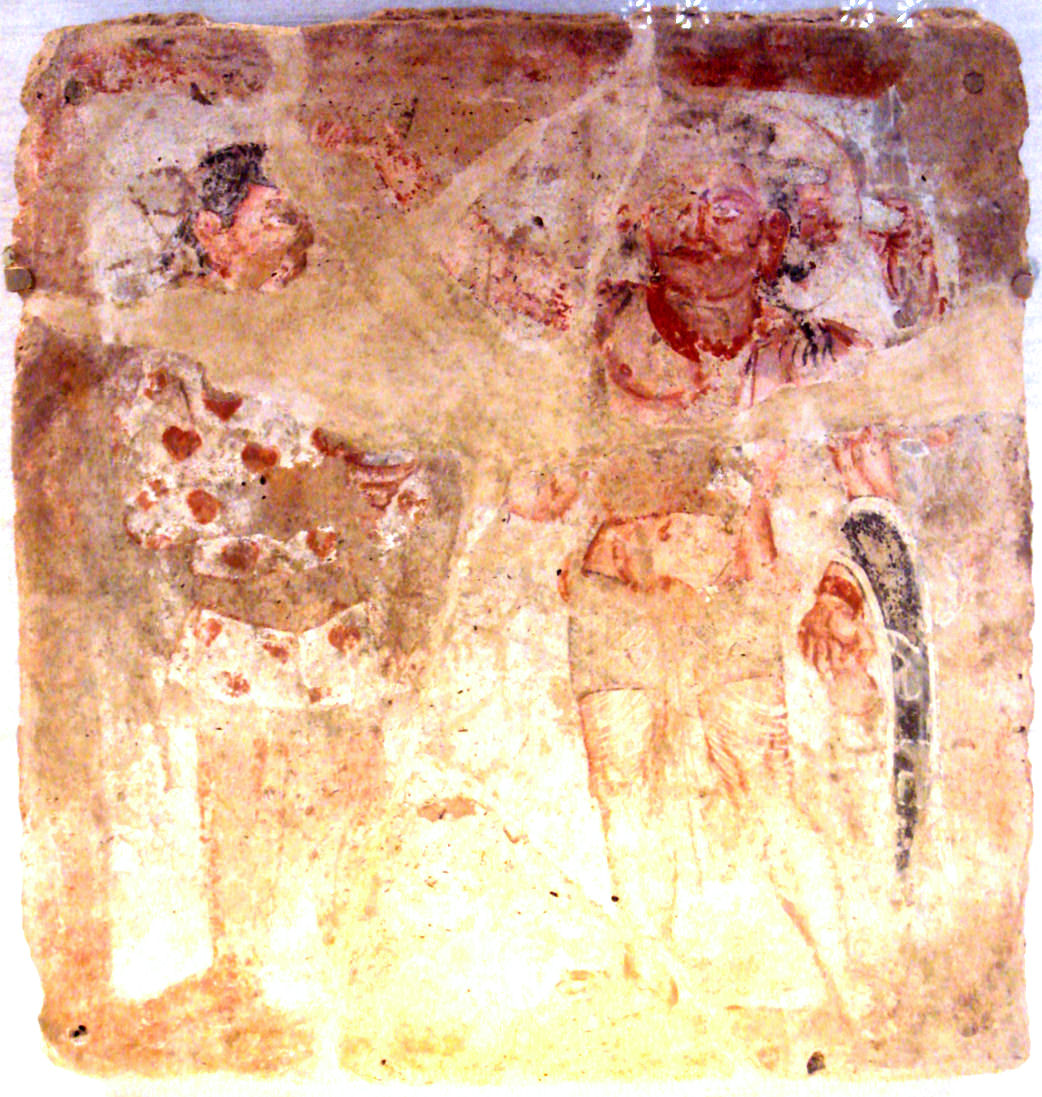
기원전 3세기 박트리아, 오에쇼와 그를 숭배하는 쿠샨인 신자

## 참고 문헌
- Bopearachchi, Osmund (2003). 《De l'Indus à l'Oxus, Archéologie de l'Asie Centrale》 (프랑스어). Lattes: Association imago-musée de Lattes. ISBN 2-9516679-2-2.